# Гойетт, Фил
Джозеф Жорж Филипп Гойетт (англ. Joseph Georges Philippe Goyette; род. 31 октября 1933, Монреаль) — канадский хоккеист и тренер; известен как Фил Гойетт, в качестве игрока четырёхкратный обладатель Кубка Стэнли в составе «Монреаль Канадиенс» (1957, 1958, 1959, 1960) и четырёхкратный участник матчей всех звёзд НХЛ

## Карьера

### Игровая карьера
После семи сезонов на юношеском и молодёжном уровне в 1957 году присоединился к «Монреаль Канадиенс», где играл в одном атакующем звене с Доном Маршаллом и Клодом Прово. В составе «Канадиенс» он выиграл четыре Кубка Стэнли подряд.
В 1963 году был обменян в «Нью-Йорк Рейнджерс», где отыграв шесть сезонов, был одним из результативных игроков команды. В 1969 году был обменян в «Сент-Луис Блюз», где стал одним из лучших бомбардиров команды и всей лиги; «Блюз» в третий раз подряд дошли до Финала Кубка Стэнли, где «Блюз» уступили  в серии «Бостон Брюинз» со счётом 4-0. По итогам того же сезона он получил награду Леди Бинг Трофи, как игрок джентльменского поведения и честной спортивной борьбы.
По окончании сезона был выставлен на драфт расширения, где его забрал под общим 13-м номером новичок лиги «Баффало Сейбрз». В своём первом сезоне за «Баффало» он стал вторым бомбардиром команды, набрав 61 очков (15+46). В своём втором сезоне за «Сейбрз» он был менее результативен, заработав за сезон 24 очка (3+21); по ходу сезона он вернулся в «Нью-Йорк Рейнджерс», в котором по окончании сезона завершил игровую карьеру.

### Тренерская карьера
По окончании игровой карьеры в течение сезона 1972/73 был главным тренером «Нью-Йорк Айлендерс».